# Канун Дня Всех Святых 2
«Кану́н Дня Всех Святы́х 2» (англ. All Hallows’ Eve 2) — американский фильм-антология ужасов, вышедший в 2015 году. Является самостоятельным продолжением картины «Канун Дня Всех Святых» (2013). 6 октября 2015 года фильм стал доступен для просмотра в цифровом виде и на VOD, а 2 февраля 2016 года — на DVD. В домашнем прокате фильм собрал 31 603 доллара.
В 2016 году вышел спин-офф под названием «Ужасающий», который положил начало одноимённой франшизе, в рамках которой в 2022 и 2024 годах были выпущены два сиквела.

## Сюжет
Женщина, которую преследует мужчина в маске Тыквы-фонаря, находит видеокассету у своей входной двери. Она звонит своей подруге и начинает проигрывать кассету.
Джек атакует

Няня наблюдает за маленьким мальчиком и его собакой, одновременно переписываясь со своим парнем. Они вместе вырезают тыкву, и она запекает семечки, которые они все потом едят. Малыш примеряет костюм пугала, но и становится плохо, и из его желудка вываливаются мини-тыквы. Та же участь постигает няню и собаку. Некоторое время спустя приходит её парень и видит, как на окне медленно разрастаются тыквенные лозы.
Последний Хэллоуин

Муж и жена отказываются приветствовать четверых гостей в костюмах ведьмы, дьявола, призрака и жнеца с косой. Жена умоляет впустить их, но муж сердито отказывается. Она не подчиняется ему и впускает их, но они переодеваются в гротескные версии своих костюмов. Они похищают жену, и все ропщут, что уже слишком поздно насмехаться над мужем, когда наступает чёрная полоса. Фокусники выходят из дома в костюмированной форме, когда дом взрывается, и все превращается в адский апокалипсис.
Предложение

Отец и сын выезжают на своём пикапе в пустынную местность, чтобы принести в жертву злой сущности мясо. Выясняется, что этого подношения недостаточно, и отец запирает сына в грузовике, оставляя его на растерзание сущности.
Спуск

Женщина приходит в гости к своей подруге и обнаруживает, что та убита, а убийца все ещё находится в доме. Он преследует её, но она убегает. Шесть недель спустя она задерживается на работе допоздна и садится в лифт, чтобы отправиться домой. Тот же мужчина садится в машину, начинает присматриваться к женщине и в конце концов заговаривает с ней. Испуганная, она закалывает его ручкой. Как только лифт спускается в вестибюль, она снова видит того же мужчину, сначала как офицера полиции, а затем как клерка. Она кричит, когда выясняется, что эти двое мужчин — разные люди, а женщине привиделся облик убийцы, и она убила невинного человека.
Мазохист

Зазывала на карнавале приглашает трёх подростков поиграть в его «рулетку». Они соглашаются и получают задание выбрать любое количество оружия и приспособлений, чтобы бросить их в человека, привязанного к колесу, и пустить ему кровь. Каждый по очереди берёт бейсбольный мяч с гвоздями и мясницкий нож. Третий мальчик выбирает пневматический молоток, но выясняется, что к колесу привязан его отец. Он умоляет о помощи, но мальчик задирает рубашку, чтобы показать синяки, оставленные его жестоким отцом. Он стреляет в своего отца из пневматического пистолета, а затем с криком швыряет ему в голову работающую бензопилу, и она становится чёрной.
Жизнь мальчишки

Сын скорбит о потере отца, и ему снятся кошмары о монстрах под кроватью. Его мать помогает ему победить монстров и сближается с сыном. Когда она укладывает его в постель, невидимый монстр хватает её и с воплями затаскивает под кровать.
Угощение мистера Обманщика

растрёпанный мужчина, мистер Трикер, держит в заключении двух подростков. Он кормит одного из них конфетами, пока тот не теряет сознание, а затем тащит его к себе на крыльцо, где усаживает на скамейку. Он хватает второго подростка, выносит его во двор и подвешивает до смерти, накрыв простынёй. Первый подросток просыпается, а мужчина подходит и перерезает ему горло канцелярским ножом. В этот момент соседка вскрикивает, но в восторге от реалистичного оформления трупа. Мужчина улыбается и вырубает её, чтобы добавить к другим своим «украшениям».
Алексия
 (на испанском)
Подросток просматривает социальные сети, оплакивая смерть бывшей девушки. Он видит жуткое видение на экране компьютера, который затем отключает. Его нынешняя девушка приходит потусоваться. Пока он в ванной, она использует его компьютер для просмотра видео. Когда он возвращается, мёртвая бывшая заменяет его подругу и нападает на него…
Женщина подпрыгивает от страха, когда кассета заканчивается, и она выбрасывает ее. Внезапно мужчина в маске Тыквы-фонаря появляется у неё за спиной и перерезает ей горло.

## В ролях
- Андреа Монье — женщина
- Дэмиен Монье — Обманщик

## Сиквелы
После «Кануна Дня Всех Святых 2» в 2023 и 2024 годах вышли ещё две части: «Канун Дня Всех Святых: Обманщик» и «Канун Дня Всех Святых: Инферно».